# Dudaïm
 (octobre 2023).
Si vous disposez d'ouvrages ou d'articles de référence ou si vous connaissez des sites web de qualité traitant du thème abordé ici, merci de compléter l'article en donnant les références utiles à sa vérifiabilité et en les liant à la section « Notes et références ».
 (octobre 2023).
Les Dudaïm (en hébreu : הדודאים) est un duo folklorique israélien actif entre les années 1957 et 1993. Il est composé du chanteur Benny Amdursky et du guitariste Israel Gurion (né en 1935). Le nom du groupe, Dudaïm, vient du mot hébreu désignant la plante mandragore, originaire de la région méditerranéenne.

## Histoire
Les Dudaïm se forment en 1957 lorsqu'Amdursky et Guriun se rencontrent lors d'une fête à Jérusalem et commencent à chanter ensemble. Leur premier album, Erev Shel Shoshanim, sort en 1957 et comprend la chanson à succès du même nom. Tapuach Hineni (תפוח חינני), qui sera enregistrée plus tard par les Weavers, est un autre succès du même album. En 1959, ils effectuent une tournée en Europe et aux États-Unis. Ils enregistrent plusieurs albums en France et aux États-Unis, où ils changent leur nom en Ben et Adam à des fins promotionnelles.